# Wereldkampioenschappen tumbling
De wereldkampioenschappen tumbling zijn door de Fédération Internationale de Gymnastique (FIG) georganiseerde kampioenschappen voor tumbling.

## Historiek
De eerste editie van de wereldkampioenschappen vond plaats in 1965 te Londen in het Verenigd Koninkrijk tijdens de 2e wereldkampioenschappen trampolinespringen. Tot de fusie met de FIG op 1 januari 1999 werden de WK's georganiseerd door de Fédération Internationale de Trampoline (FIT). Er werden evenwel geen wereldkampioenschappen georganiseerd in de periode 1967 tot en met 1975.

## Edities
| Editie | Jaar | Locatie                          |
| ------ | ---- | -------------------------------- |
| 1      | 1965 | Londen (Verenigd Koninkrijk)     |
| 2      | 1966 | Lafayette (Verenigde Staten)     |
| 3      | 1976 | Tulsa (Verenigde Staten)         |
| 4      | 1978 | Newcastle (Australië)            |
| 5      | 1980 | Brig-Glis (Zwitserland)          |
| 6      | 1982 | Bozeman (Verenigde Staten)       |
| 7      | 1984 | Osaka (Japan)                    |
| 8      | 1986 | Parijs (Frankrijk)               |
| 9      | 1988 | Birmingham (Verenigd Koninkrijk) |
| 10     | 1990 | Essen (Duitsland)                |
| 11     | 1992 | Auckland (Nieuw-Zeeland)         |
| 12     | 1994 | Porto (Portugal)                 |
| 13     | 1996 | Vancouver (Canada)               |
| 14     | 1998 | Sydney (Australië)               |
| 15     | 1999 | Sun City (Zuid-Afrika)           |
| 16     | 2001 | Odense (Denemarken)              |

| Editie | Jaar | Locatie                          |
| ------ | ---- | -------------------------------- |
| 17     | 2003 | Hannover (Duitsland)             |
| 18     | 2005 | Eindhoven (Nederland)            |
| 19     | 2007 | Quebec (Canada)                  |
| 20     | 2009 | Sint-Petersburg (Rusland)        |
| 21     | 2010 | Metz (Frankrijk)                 |
| 22     | 2011 | Birmingham (Verenigd Koninkrijk) |
| 23     | 2013 | Sofia (Bulgarije)                |
| 24     | 2014 | Daytona Beach (Verenigde Staten) |
| 25     | 2015 | Odense (Denemarken)              |
| 26     | 2017 | Sofia (Bulgarije)                |
| 27     | 2018 | Sint-Petersburg (Rusland)        |
| 28     | 2019 | Tokio (Japan)                    |
| 29     | 2021 | Baku (Azerbeidzjan)              |
| 30     | 2022 | Sofia (Bulgarije)                |
| 31     | 2023 | Birmingham (Verenigd Koninkrijk) |

1965 ·
1966 ·
1976 ·
1978 ·
1980 ·
1982 ·
1984 ·
1986 ·
1988 ·
1990 ·
1992 ·
1994 ·
1996 ·
1998 ·
1999 ·
2001 ·
2003 ·
2005 ·
2007 ·
2009 ·
2010 ·
2011 ·
2013 ·
2014 ·
2015 ·
2017 ·
2018 ·
2019 ·
2021